# Danica Roem
Danica Roem (Condado de Prince William, 30 de septiembre de 1984) es una periodista estadounidense y política del Partido Demócrata.
En las elecciones legislativas de 2017, fue elegida para la Cámara de Delegados de Virginia, ganando las primarias demócratas del Distrito 13.° (que comprende Manassas Park y parte de Prince William) el 13 de junio y las elecciones generales el 7 de noviembre. Es la primera persona abiertamente transgénero en ser elegida para la legislatura del estado de Virginia, y en enero de 2018 se convirtió en la primera persona servir abiertamente como transgénero en cualquier legislatura estatal de los Estados Unidos. Previamente, Althea Garrison había sido elegida para la Cámara de Representantes de Massachusetts en 1992, pero sin declarar su condición de transgénero.
En diciembre de 2017 la revista The Advocate la nombró finalista en su lista de personas del año.

## Biografía

### Primeros años y educación
Roem nació y creció en el Condado de Prince William, Virginia, siendo hija de Marian y John Paul Roem. Su padre se suicidó cuando ella tenía tres años, y su abuelo materno, Anthony Oliveto, fue su figura paterna. Asistió a la Universidad de San Buenaventura en Nueva York, donde estudió periodismo, regresando posteriormente a su estado.

### Carrera periodística
Trabajó durante nueve años como reportera principal de Gainesville Times y Prince William Times, ganando durante su carrera siete premios de la Asociación de Prensa de Virginia.

### Elecciones de 2017
Roem se presentó como demócrata en las elecciones legislativas de 2017 para el 13.er Distrito de la Cámara de Delegados de Virginia contra el titular de la banca, el republicano anti-LGBT Bob Marshall, que ocupó el cargo desde 1992. Marshall, se ha referido a sí mismo como el «principal homófobo» de Virginia.
Roem declaró su candidatura en enero de 2017. Recibió el respaldo del Fondo de la Victoria y del Comité de la Campaña de Cambio Progresivo. Entre el 1 de abril y el 1 de junio, recibió 1064 donaciones de menos de 100 dólares estadounidenses. La plataforma de Roem se basó en cuestiones económicas y de transporte, centrada en la promesa de arreglar la ruta estatal 28.
En la elección primaria demócrata obtuvo el 42,94 % de los votos.
En julio de 2017, recibió una donación de 50.000 dólares del ejecutivo del condado de Milwaukee, Chris Abele. En agosto de 2017, recibió el respaldo de la Human Rights Campaign (HRC), y en octubre de 2017, fue respaldada por el exvicepresidente Joe Biden.
En septiembre de 2017, Roem publicó un video web titulado «Justo lo que yo soy», criticando la negativa de su oponente a debatir sobre ella o referirse a ella como mujer. En el video, dice: «Hay millones de personas transgénero en el país, y todos merecemos representación en el gobierno». Posteriormente, en octubre, el Partido Republicano de Virginia envió volantes de campaña que atacaban los comentarios que Roem hizo durante una entrevista de radio. Aunque los volantes, (aprobados por Marshall), utilizaban pronombres masculinos para referirse a Roem, el director ejecutivo del partido desestimó la idea de que estaban atacando la identidad de género de ella.
En el transcurso de la campaña, recaudó más de 370.000 dólares, incluyendo más de 4.100 dólares de donaciones de los miembros del Comité de Campaña de Cambio Progresivo.
En las elecciones legislativas del 7 de noviembre, ganó con 12.077 votos, representando el 53,72 %.

### Vida personal
Roem salió del armario como mujer transgénero en 2013, habiendo comenzado su transición el año anterior.
Es la vocalista de la banda de heavy metal llamada Cab Ride Home.
Su hijastro asiste a la escuela pública y Roem ha formado parte de la junta escolar en esa institución.